# Marcin (kanclerz)
Marcin (zm. 26 stycznia 1213) – kanclerz książąt śląskich Bolesława Wysokiego i Henryka Brodatego.
Przypuszczalnie pochodził z rodu Awdańców (m.in. według teorii Karola Maleczyńskiego). Nosił tytuł magistra, stąd hipoteza, że studiował we Włoszech.
Przed 1189 był kapelanem księżnej Jadwigi, następnie (do 1212) kanclerzem książęcym (następcą Hieronima). Zasiadał w kapitule wrocławskiej, możliwe, że był też scholastykiem wrocławskim.